# Izolda Kowalska-Kiryluk
Izolda Zofia Kowalska-Kiryluk z domu Lerska, ps. Krystyna, Ziuta (ur. 20 stycznia 1916 w Warszawie, zm. 20 września 1984 tamże) – polska działaczka KZMP, MOPR, KPP, PPR, a następnie PZPR, podpułkownik WP, sekretarz generalna Ligi Kobiet (1945–1950).

## Życiorys
Urodziła się w rodzinie Henryka i Natalii. Ukończyła gimnazjum i kurs pielęgniarski, po którym pracowała w szpitalu dziecięcym. Podczas nauki w gimnazjum związała się z ruchem rewolucyjnym. Działała w Związku Młodzieży Socjalistycznej Szkół Średnich, potem w KZMP, MOPR i KPP. 23 marca 1933 została zatrzymana przez policję za naklejanie plakatów komunistycznych, zwolniona pod dozór policji.
Jesienią 1939 przeniosła się do Białegostoku zajętego przez Armię Czerwoną, gdzie była pielęgniarką. Latem 1941 wróciła do Warszawy. Utrzymywała kontakt z organizacją Rewolucyjne Rady Robotniczo-Chłopskie „Młot i Sierp”, od stycznia 1942 w PPR. Od sierpnia 1942 w Komitecie Warszawskim PPR, z ramienia którego utrzymywała łączność z organizacją PPR w getcie warszawskim i brała udział w akcji pomocy dla getta. W końcu marca 1943 przeniosła się do Krakowa, gdzie została sekretarzem Komitetu Obwodowego PPR. Wkrótce potem została aresztowana i uwięziona w Nowym Sączu, a potem w obozie w Szebniach k. Jasła, skąd zbiegła, po czym wróciła do Warszawy. Współorganizowała konspiracyjną Warszawską Radę Narodową i 19 lutego 1944 reprezentowała Komitet Warszawski PPR na jej pierwszym posiedzeniu. Od maja 1944 do sierpnia 1944 była pierwszą sekretarz Komitetu Warszawskiego PPR. 
Podczas powstania warszawskiego brała udział w organizowaniu oddziałów AL i walce na Starym Mieście, gdzie zginął jej mąż Bolesław. W okresie od 30 września 1944 do 20 stycznia 1945 była pierwszą sekretarz Komitetu Warszawskiego PPR na Pradze. Od 31 grudnia 1944 była posłanką do Krajowej Rady Narodowej.
Od stycznia 1945 instruktor Wydziału Organizacyjnego KC PPR. Od maja 1945 do maja 1950 sekretarz generalna Ligi Kobiet. Zastępca kierownika Wydziału Kobiecego KC PPR. W 1948 poślubiła działacza komunistycznego Stanisława Kiryluka, który później został ambasadorem Polski w Chinach. Brała udział w Zjeździe Zjednoczeniowym PZPR w grudniu 1948. Od 1 sierpnia 1950 do 31 maja 1952 była dyrektorem Departamentu Kadr w Ministerstwie Przemysłu Rolnego i Spożywczego. W latach 1952–1959 wraz z mężem przebywała w Pekinie, po powrocie była redaktorką miesięcznika „Chiny”, potem „Miesięcznika Polskiego”. Od 1 listopada 1973 na rencie dla zasłużonych.
Zmarła w Warszawie, pochowana na cmentarzu Wojskowym na Powązkach (kwatera A32-tuje-5).

## Ordery i odznaczenia
- Order Sztandaru Pracy I klasy
- Krzyż Komandorski Orderu Odrodzenia Polski
- Order Krzyża Grunwaldu III klasy
- Złoty Krzyż Zasługi (11 maja 1946)[6]
- Krzyż Partyzancki
- Warszawski Krzyż Powstańczy[7]
- Medal za Warszawę 1939–1945 (17 stycznia 1946)[8]
- Pamiątkowy Medal z okazji 40. rocznicy powstania Krajowej Rady Narodowej[9]
- Złota odznaka honorowa „Za Zasługi dla Warszawy” (1960)[10]